# Calmon
Calmon là một đô thị thuộc bang Santa Catarina, Brasil. Đô thị này có diện tích 639,528 km², dân số năm 2007 là 4012 người, mật độ 6,4 người/km².